# Half-Life 2: Deathmatch
Half-Life 2: Deathmatch — багатокористувацька відеогра-шутер від першої особи, розроблена Valve. Випущена у Steam 30 листопада 2004 року, вона переважно використовує ресурси Half-Life 2, проте, містить нові ігрові карти, розраховані на гру кількох гравців, і кілька нових видів зброї. Гра є частиною серії ігор Half-Life, але є окремим продуктом від Half-Life 2. Deathmatch, як і мультиплеєр  першої частини, не розвиває сюжету чи історії серії.

## Ігровий процес

### Deathmatch
Режим гри Deathmatch містить свої особливості, такі як миттєве відродження; зброя, що з'являється в певних місцях; та спеціальні здібності (спринт, ліхтарик тощо). Мета Deathmatch проста: гравець повинен вбити інших гравців, щоб набрати очки. Якщо гравець випадково самовбивається, він втрачає очки. Якщо гравця буде вбито, він відродиться з максимальним здоров’ям та зброєю за замовчуванням, проте втратить всю зброю та боєприпаси, отримані до вбивства.

### Team Deathmatch
У командному режимі Deathmatch гравці об’єднані у дві команди, Resistance(укр. Опір) та Combine(укр. Комбінат), у грі використовуються моделі гравців з Half-Life 2. В ігровому аспекті командний Deathmatch має майже ті самі правила, що й режим Deathmatch, за винятком:
- Замість того, аби лише один гравець виграв раунд, виграє команда з більшим результатом.
- Якщо дружній вогонь увімкнено, один бал віднімається щоразу, при вбивстві власних союзників.
- Якщо гравець обрав модель опору для свого персонажа, проте потрапив до команди комбінації, він отримає випадкову модель зі списку моделей комбінату. Проте, якщо гравцеві не подобається цей персонаж, він може вибрати іншого зі списку.
- Якщо команди незбалансовані, команда з меншою кількістю гравців не отримає гравців з іншої команди (якщо власник сервера не ввімкнув «Автоматичний баланс»), натомість вони отримають нових гравців, підключених до сервера.

Гравітаційна гармата в Half Life 2: Deathmatch

## Розробка
Після випуску Half-Life 2 рецензенти висловили розчарування відсутністю в грі багатокористувацького режиму. Через два тижні Valve випустила Half-Life 2: Deathmatch у Steam.
Deathmatch було випущено одночасно з Source SDK як засіб просування модифікацій гри, побудованих на платформі.
Після випуску гра отримувала нові ігрові карти від Valve, а також оновлення гри та її рушія. Valve's The Orange Box не включає Half-Life 2: Deathmatch, однак гру було оновлено для використання версії Orange Box двигуна Source у вересні 2010 року. Valve оголосила про безплатну рекламну пропозицію 10 січня 2008 року, яка дозволяла  користувачам відеокарт NVIDIA можуть завантажити та грати в Half-Life 2: Deathmatch разом із Portal: First Slice, Half-Life 2: Lost Coast і Peggle Extreme.
У вересні 2010 року гра була випущена через Steam для OS X. Версія для Linux вийшла більш ніж через два роки, у березні 2013 року.

## Рецензії
Half Life 2: Deathmatch була добре сприйнята після її виходу, рецензенти хвалили її включення гравітаційної гармати. GameSpot похвалив гру за «вражаюче використання фізики» рушія Source і доступний вибір карт. IGN висловив подібні компліменти назві, також високо оцінивши «швидкий стиль гри, який створює Half-Life 2: Deathmatch».
Численні відгуки стверджували, що гра страждала від лагів після випуску, але GameSpy зазначив, що це було виправлено незабаром після того, як більше серверів було під'єднано до мережі.